# Elsa Scholten
Elsa Scholten, geborene Else Erkelenz (* 28. Februar 1902 in Homberg, heute Ortsteil von Duisburg; † 14. Oktober 1981 in Köln), war eine deutsche Schauspielerin und Hörspielsprecherin, die auf Hochdeutsch und auf Kölsch spielte.

## Leben
Elsa Scholten kam aus einer alten jüdischstämmigen Schauspielerfamilie. Ihre Eltern besaßen ein Reisetheater, mit dem sie durch die Lande zogen und Lustspiele im rheinischen Dialekt aufführten. Bereits im Kindesalter trat Elsa Scholten auf dieser Bühne auf und wurde 1920 als 18-Jährige für das Kölner Millowitsch-Theater entdeckt, dem sie ein Leben lang treu blieb, sodass sie dort 1970 ihr 50-jähriges Jubiläum feierte. Schon sehr früh war Scholten auf das Rollenfach der Komischen Alten festgelegt. Schnell wurde sie zum Publikumsliebling und damit zu einer Volksschauspielerin im besten Sinne des Wortes. So sah man sie als dominante Ehefrau, resolute Chefin oder schlampige Hausfrau. Mit ihrem Temperament und ihrer korpulenten Erscheinung war sie die kongeniale Partnerin des ebenfalls raumfüllenden Willy Millowitsch und machte sich mit oft deftigen Sprüchen als Pointengeberin unverzichtbar. All ihre Rollen waren durch ihren unverwechselbaren kölschen Humor geprägt. Zu ihren bekanntesten Lustspielen gehörten sicherlich Et fussig Julche (Prinzess Wäscherin: Die rote Jule) und Em Nachtjackenveedel.
Als der NWDR Köln 1953 begann, Aufführungen des Millowitsch-Theaters im Fernsehen zu übertragen, wurde Elsa Scholten bundesweit bekannt. Die Übertragungen waren Straßenfeger. Was Heidi Kabel, Otto Lüthje und Henry Vahl für das Hamburger Ohnsorg-Theater, dessen Stücke nach dem Erfolg der Millowitsch-Übertragungen ab 1954 vom NWDR Hamburg ausgestrahlt wurden, das waren Willy Millowitsch, seine Schwester Lucy und Elsa Scholten für die Kölner Bühne. Zu Scholtens zahlreichen Fernsehrollen gehörten die Bäuerin Anna in dem Schwank Der verkaufte Großvater (1955) und Tante Jutta in Tante Jutta aus Kalkutta (1962).
Auch in einigen Hörspielproduktionen des WDR trat Scholten als Sprecherin auf, so 1961 als Stine in Duvejecke vum Kreegmaat, einem Mundarthörspiel, in dem es um die Erbschaft eines verstorbenen Taubenzüchters ging.  
Elsa Scholten war mit ihrem Schauspielkollegen Heinz Scholten verheiratet, mit dem sie manchmal auch gemeinsam auf der Bühne des Millowitsch-Theaters stand. Sie starb am 14. Oktober 1981 und wurde auf dem Kölner Melaten-Friedhof beigesetzt. Das Grab existiert nicht mehr.

## Aufzeichnungen aus dem Millowitsch-Theater
- 1954: Das goldene Kalb (von Lucy Millowitsch) – Regie und Darsteller: Willy Millowitsch, mit Lucy Millowitsch, Franz Schneider, Robert Jansen
- 1954: Das Glücksmädel – mit Lucy Millowitsch, Willy Millowitsch, Franz Schneider
- 1954: Prinzess Wäscherin: Die rote Jule (Marschallin) Regie: Fritz Andelfinger und Willy Millowitsch (auch Darsteller), mit Lucy Millowitsch, Lilo Stiegelmeier, Karl Brückel, Jakob Kauhausen
- 1954: Die Zwangseinweisung – mit Willy Millowitsch, Lucy Millowitsch, Jakob Kauhausen
- 1955: Drei Kölsche Jungen – Regie und Darsteller: Willy Millowitsch, mit Lucy Millowitsch, Franz Schneider, Maja Scholz
- 1955: Der blaue Heinrich (Tippfräulein Lenz) – Regie und Darsteller: Willy Millowitsch, mit Gustav Schellhard, Ulli Engel, Franz Schneider
- 1955: Der verkaufte Großvater (Anna) – Regie: John Olden und Willy Millowitsch (auch Darsteller), mit Franz Schneider, Trude Herr, Robert Jansen
- 1959: Drei Kölsche Jungen – Regie und Darsteller: Willy Millowitsch, mit Lucy Millowitsch, Franz Schneider, Maja Scholz
- 1959: Mädchen aus der Spitzengasse – Regie und Darsteller: Willy Millowitsch, mit Lucy Millowitsch, Franz Schneider, Lotti Krekel
- 1959: Der Juxbaron – Regie: Günter Fiedler, mit Willy Millowitsch, Dolly Vellbinger-Ebert, Rosemarie Seehofer
- 1959: Drei Kölsche Jungen – Regie und Darsteller: Willy Millowitsch, mit Lucy Millowitsch, Helga op gen Orth, Karl Heinz Bender (Studio-Aufzeichnung)
- 1959: Der müde Theodor (Rosa Hagemann) – Regie: Heribert Wenk, mit Willy Millowitsch, Gardy Granass, Franz Schneider
- 1960: Der Meisterboxer – Regie und Darsteller: Willy Millowitsch, mit Karl-Heinz Hillebrand, Ruth Winter, Marina Petrowa
- 1960: Der kühne Schwimmer (von Arnold und Bach) (Therese) – Regie und Darsteller: Willy Millowitsch, mit Jupp Hussels, Leny Marenbach, Karl Heinz Bender, Willy Harlander
- 1960: Der Liebesonkel – Regie und Darsteller: Willy Millowitsch, mit Friedel Blasius, Topsy Küppers
- 1961: Im Nachtjackenviertel (Apollonia Sourbrod, Frau des Bäckermeisters) – Regie und Darsteller: Willy Millowitsch, mit Ully Engel-Harck, Karl-Heinz Hillebrand, Franz Schneider
- 1962: Tante Jutta aus Kalkutta (Tante Jutta) – Regie: Manfred Brückner, mit Peter René Körner, Willy Millowitsch, Hannelore Elsner
- 1963: Prinzess Wäscherin – Regie und Darsteller: Willy Millowitsch, mit Helga op gen Orth, Hildegard Kühn
- 1964: Der Pedell – Regie und Darsteller: Willy Millowitsch, mit Lotti Krekel, Franz Schneider, Peter Millowitsch
- 1965: Drei kölsche Jungen (Witwe Schumacher) – mit Willy Millowitsch, Mariele Millowitsch, Peter Millowitsch
- 1965: Zwei Dickköpfe – Mit Willy Millowitsch, Katharina Millowitsch, Bernd Hoffmann, Gernot Endemann
- 1966: Der doppelte Moritz (Sibille) – Regie: Fred Kraus, mit Willy Millowitsch, Lotte Rausch, Lotti Krekel
- 1967: Der kühne Schwimmer – mit Willy Millowitsch, Lotti Krekel, Helga Kruck
- 1967: Der ungläubige Thomas (Lisbeth – Dienstmädchen) – Regie: Fred Kraus, mit Willy Millowitsch, Lotte Rausch, Lotti Krekel
- 1968: Pension Schöller – Regie: Fred Kraus, mit Willy Millowitsch, Ute Stein, Thomas Härtner, Lotti Krekel
- 1969: Der Etappenhase – Regie und Darsteller: Willy Millowitsch, mit Lotti Krekel, Frank Barufski, Lucy Millowitsch
- 1972: Zufall, alles Zufall oder Die vertagte Hochzeitsnacht (Frau Lüdecke) – Regie: Karl Wesseler, mit Willy Millowitsch, Ursula Herking, Doris Steinmueller
- 1979: Der müde Theodor (Frau Noll) – Regie: Karl Wesseler, mit Willy Millowitsch, Karin Jacobsen, Walter Hoor, Walter Jokisch
- 1981: Der keusche Lebemann – Regie: Günter Hassert, mit Willy Millowitsch, Peter Millowitsch, Elisabeth Scherer, Barbie Steinhaus, Diana Körner, Harry Tagore

## Hörspiele
- 1956: Neues aus Schilda, Folge: Das arme Armenhaus – Regie: Kurt Meister, mit Wilhelm Pilgram, Ulli Engel-Hark, Mira Hinterkausen
- 1956: Kölsch Galgespill – Regie: Fritz Peter Vary, mit Karl Raaf, Rudolf Therkatz, Karl-Maria Schley
- 1959: De gäl Färv (Frau Laumann) – Regie: Fritz Peter Vary, mit Elsa Faure, Ulli Engel-Hark, Lotti Krekel
- 1961: Duvejecke vum Kreegmaat (Stina) – Regie: Heinz Dieter Köhler, mit Karl-Maria Schley, Maria Alex, Frank Barufski
- 1965: Der Gelegenheitskauf (Die Marktfrau) – Regie: Leopold Reinecke, mit Hans Clarin, Marius Müller-Westernhagen, Mira Hinterkausen, Magda Hennings
- 1975: Lusstert ens Wieverfastelovend – Regie: Leopold Reinecke, mit Josef Meinertzhagen, Lotte Rausch, Barbie Steinhaus